# Dalbe

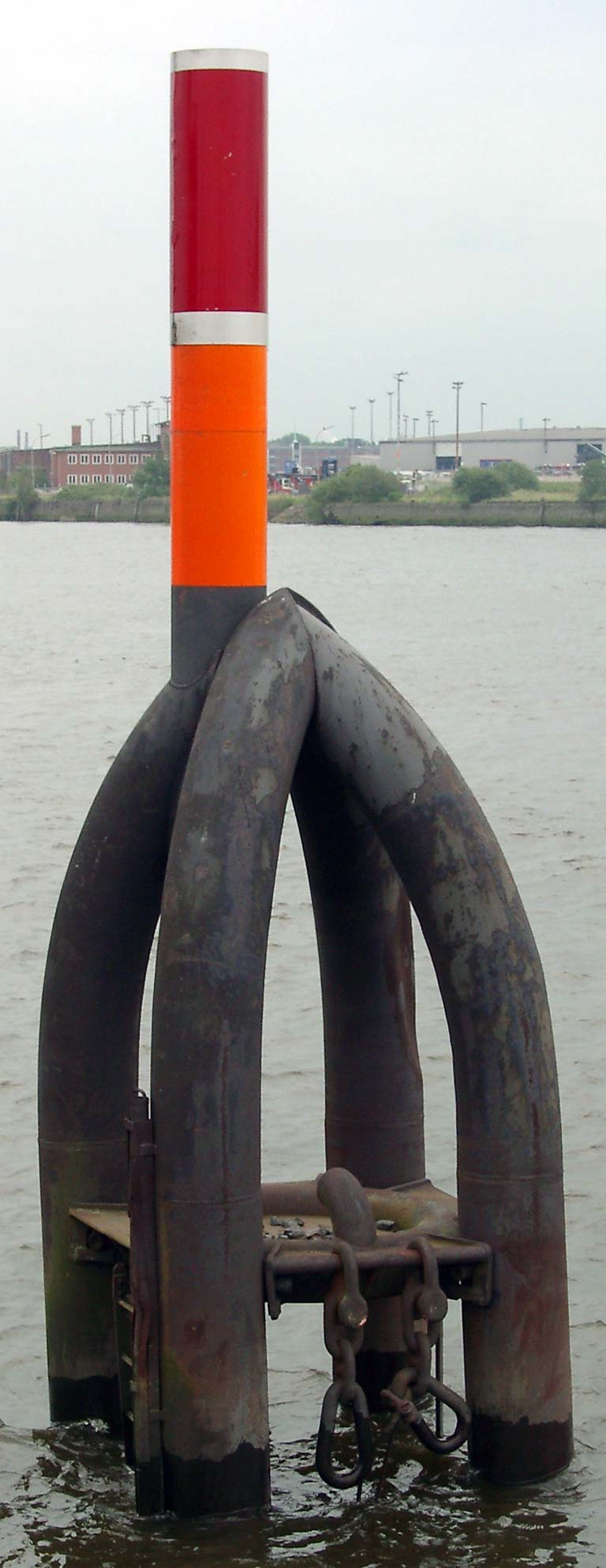
Dalben im Hamburger Hafen

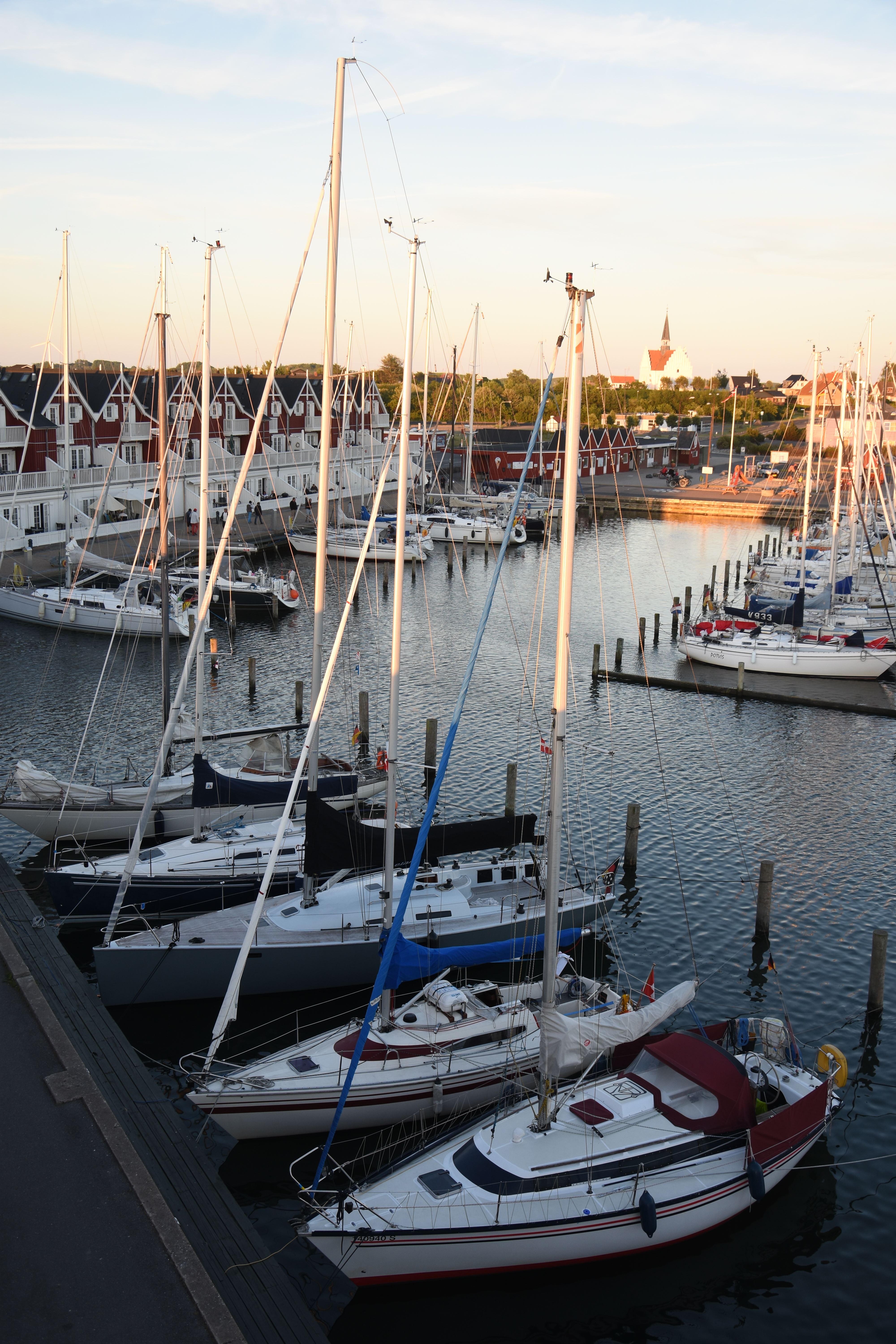
In vielen Yachthäfen übliche Anlegevariante: Der Bug wird am Steg, das Heck an Dalben festgemacht (hier in Bagenkop, Dänemark)

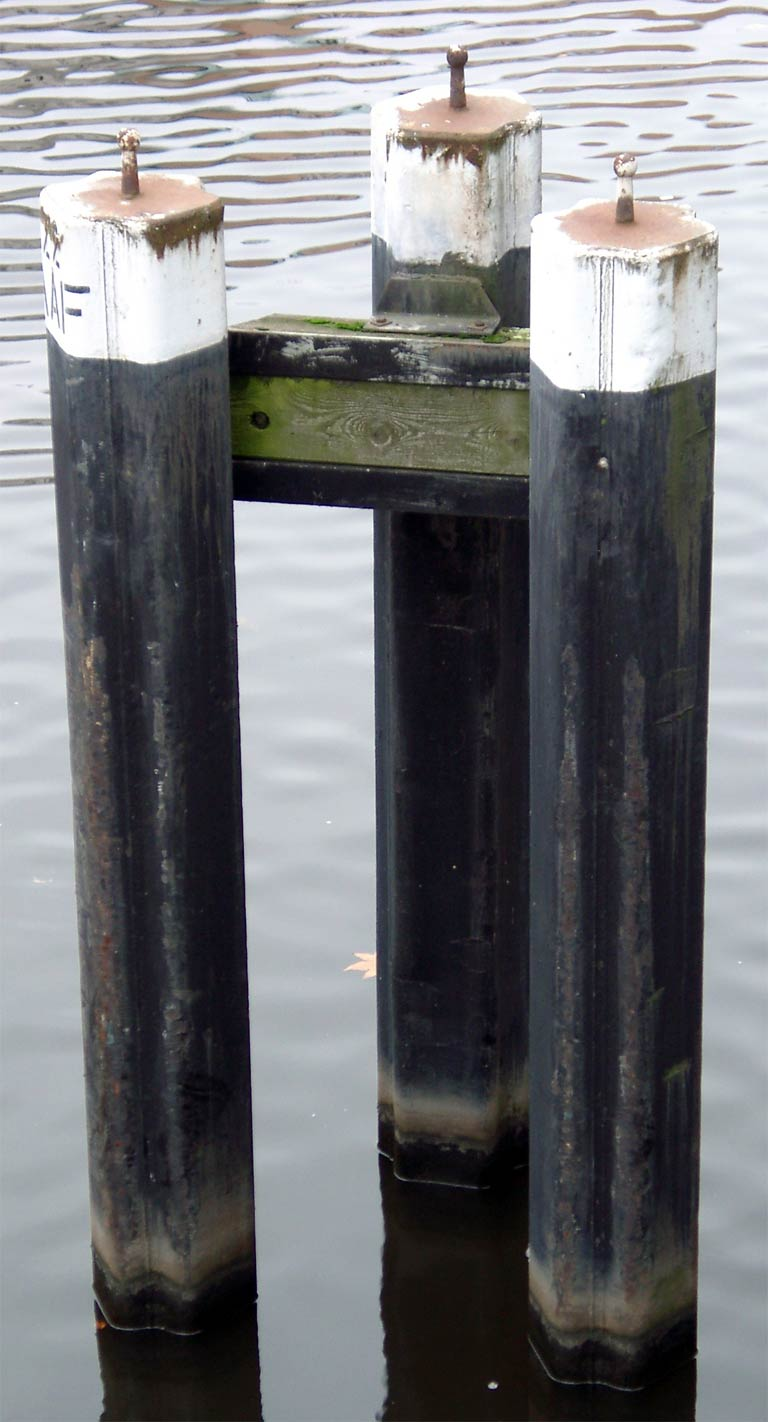
Dalben

Unter einer Dalbe, Dalle bzw. einem Dalben, Dälben, oder auch Duck-, Duk- oder Dückdalben, versteht man einen in den Hafengrund oder in Kanälen eingerammten Pfahl zum Befestigen oder Abweisen eines Schiffes oder zur Markierung der Fahrrinne.

## Begriffsherkunft
Der Name geht auf den Herzog von Alba (Duc d’Albe) zurück, der in den ehemals spanischen Niederlanden solche Einrichtungen schaffen ließ, um zusätzliche Schiffe in einem Hafen unterzubringen. Auf Spanisch heißt die Dalbe duque de Alba (Herzog von Alba). Entsprechend wurden sie früher in Deutschland Duckdalben genannt. Auch in mehreren europäischen Sprachen findet sich der in ähnlicher Schreibweise verkürzte oder veränderte Begriff. Im deutschen Seezeichenwesen ist diese sprachliche Ableitung spätestens seit Preußens einheitlicher Bezeichnung der Fahrwasser von 1887 offiziell in Gebrauch.

## Aufbau und Funktion
Technisch gesehen ist eine Dalbe ein in die Gewässersohle eingerammter Pfahl unter horizontaler Last, mehrere Dalben bilden eine Pfahlgruppe. Die Gewässersohle ist in der Regel der natürlich vorkommende Boden; die horizontale Last muss die Dalbe aufnehmen, wenn ein Schiff dagegen stößt oder an seiner Festmachertrosse zieht.
Dalben werden nach dem Zweck grob in zwei Gruppen einteilt:
- Anlegedalbe, Führungsdalbe oder Abweisdalbe: Sie dient dem Anlegen, Führen und Abweisen von Schiffen sowie dem Markieren der Fahrrinne. Um Schäden am Schiff zu vermeiden, muss diese Dalbe elastisch sein. Die Stoßenergie wird durch die Formänderungsarbeit der Dalbe und des Baugrundes umgewandelt.
- Vertäudalbe: Sie dient dem Festmachen und Verholen. Hier sind starre Konstruktionen besser geeignet. Auch beim Ablegen ist eine möglichst starre Dalbe von Vorteil.
- Deviationsdalbe: Sie dient der Erstellung einer Deviationstabelle.[3]

Dalben wurden bis ins 20. Jahrhundert überwiegend aus Holz hergestellt. Da Holz sehr anfällig für den Schiffsbohrwurm ist, ist dieser Baustoff meistens dem Stahl gewichen. Für den Dalbenbau werden Stahllegierungen mit sehr hoher Streckgrenze verwendet, um die geforderte Elastizität zu erreichen.

## Dalbenramme
Unten angespitzte Holzdalben werden mit einer Dalbenramme in den Boden getrieben. Dabei handelt es sich um ein Fallgewicht (Rammbär), das, an einer senkrechten Schiene geführt, hochgezogen wird und mit der Schwerkraft auf den Dalbenkopf niederfällt. Die Ramme ist auf einem Schiff montiert und wird so zum Einsatzort gefahren.

## Dimensionierung und Berechnung
Zur Berechnung und Dimensionierung der Dalben gibt es in der Bautechnik verschiedene Methoden. In Deutschland gelten hierfür die Empfehlungen des Arbeitsausschusses für Ufereinfassungen (EAU) als Standardwerk.
- 1932 veröffentlichte Blum[5] in der Zeitschrift Die Bautechnik eine Berechnungsmethode, die in Deutschland und Europa bis heute verwendet wird.[6]
- International ist die p-y-Methode (nichtlineares Bettungsmodulverfahren) üblich, die 2012 auch in die EAU aufgenommen wurde.[6][4]
- Moderner und von der Berechnung aufwändiger ist die Finite-Elemente-Methode (FEM).[7]

## Bilder

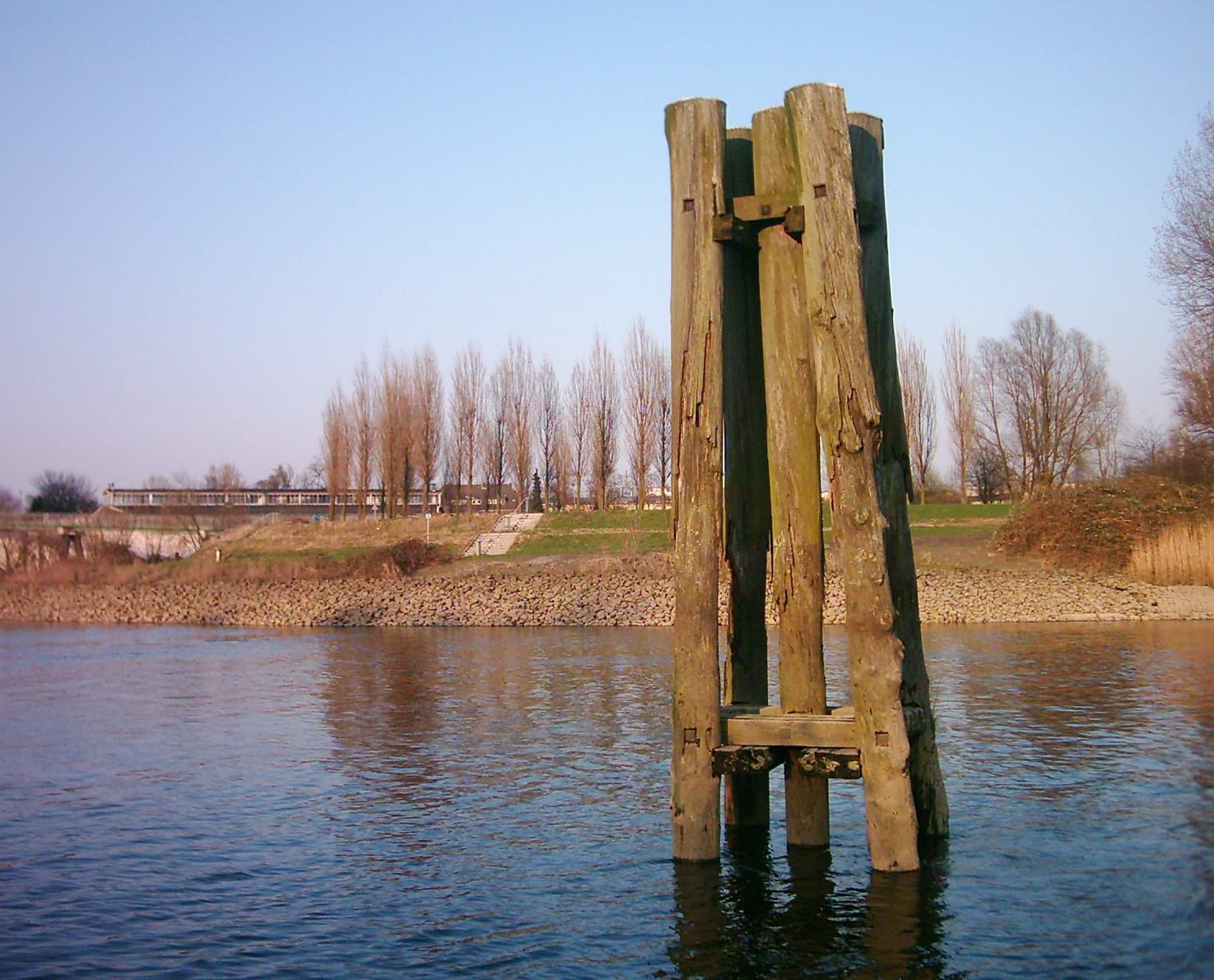
Stark abgenutzte hölzerne Dalben im Oberhafenkanal, Hamburg
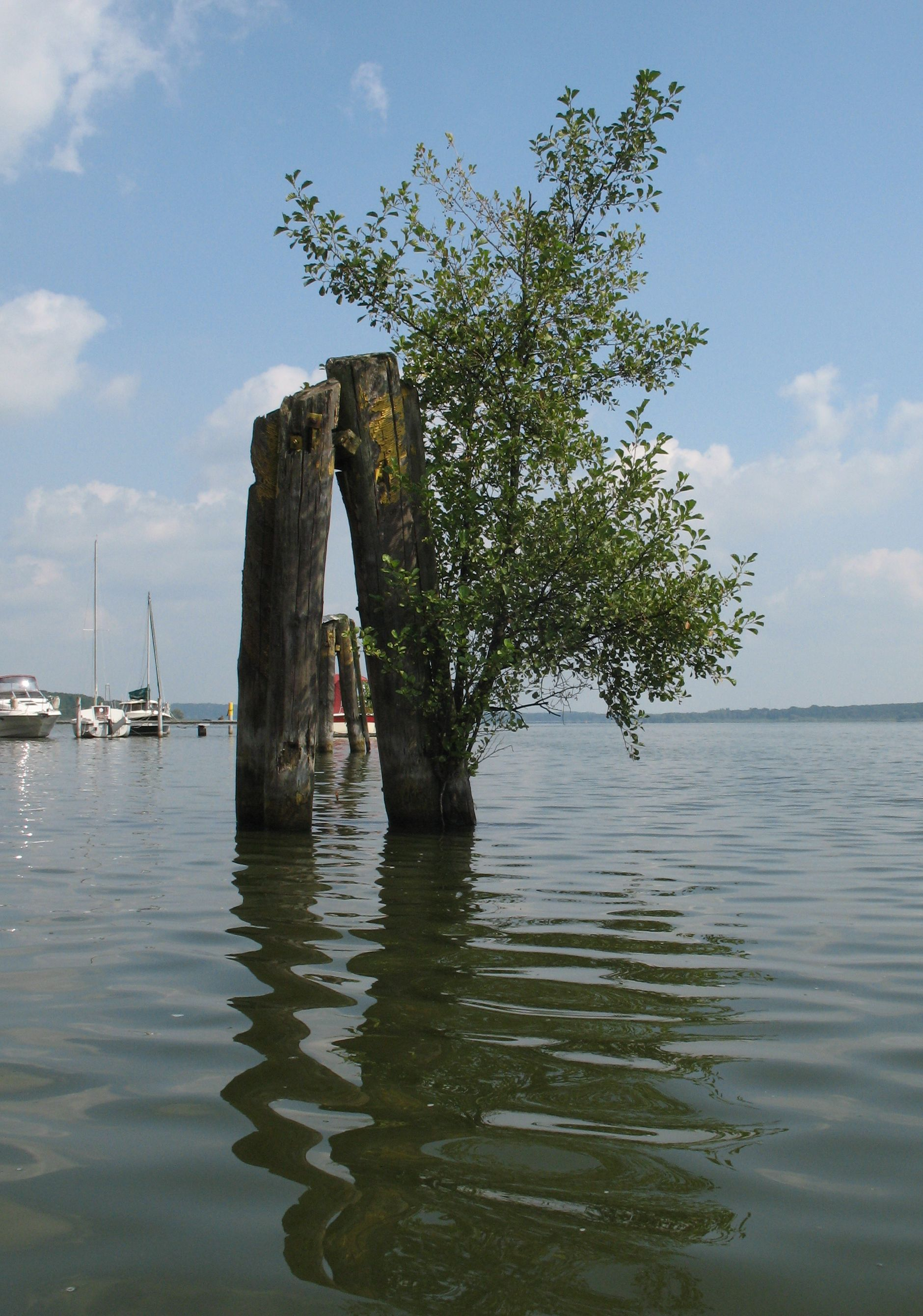
Bewachsene Dalben im Schwielowsee
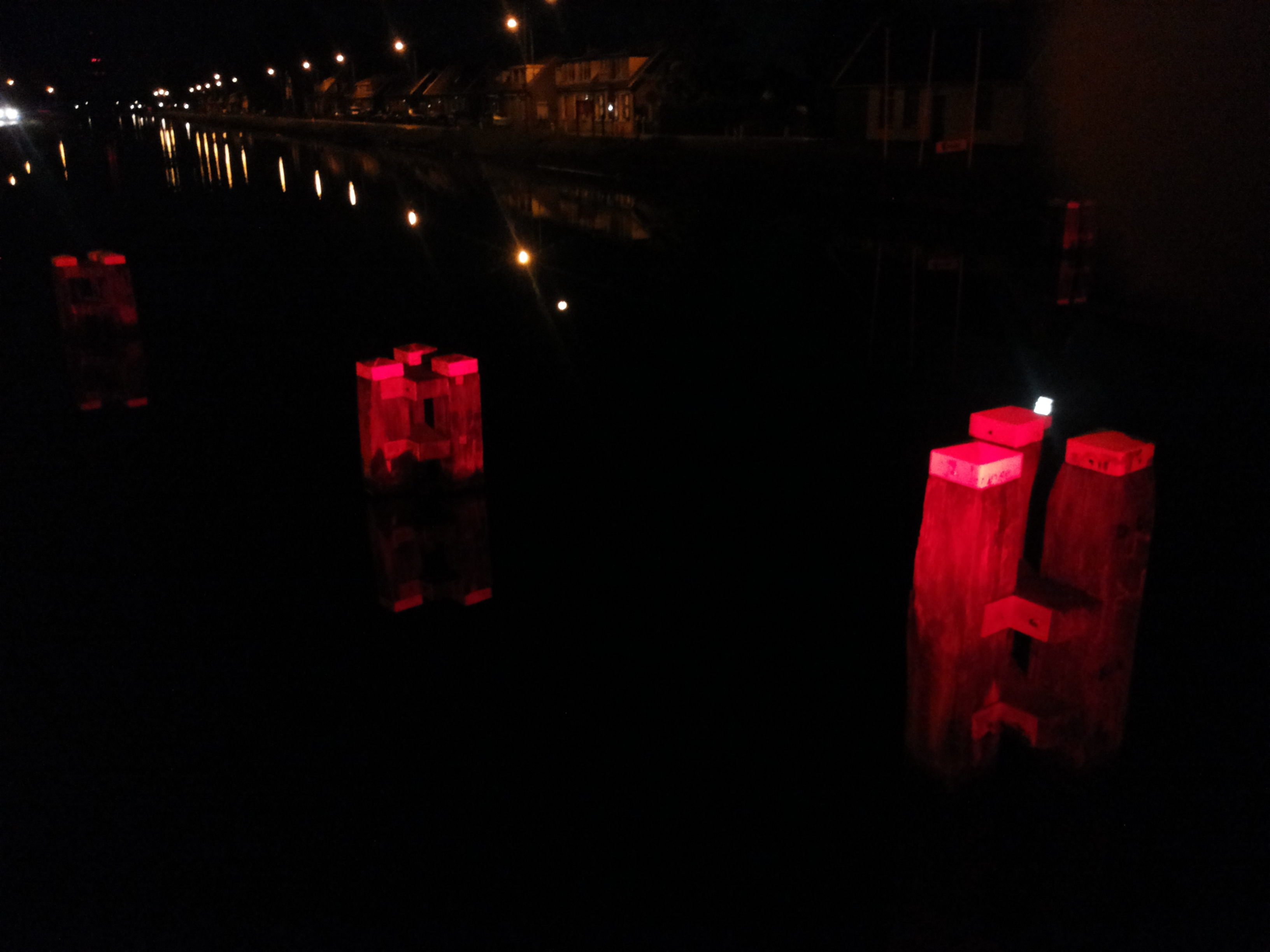
Rot beleuchtete Dalben im Kanal von Goes zur Oosterschelde bei Wilhelminadorp
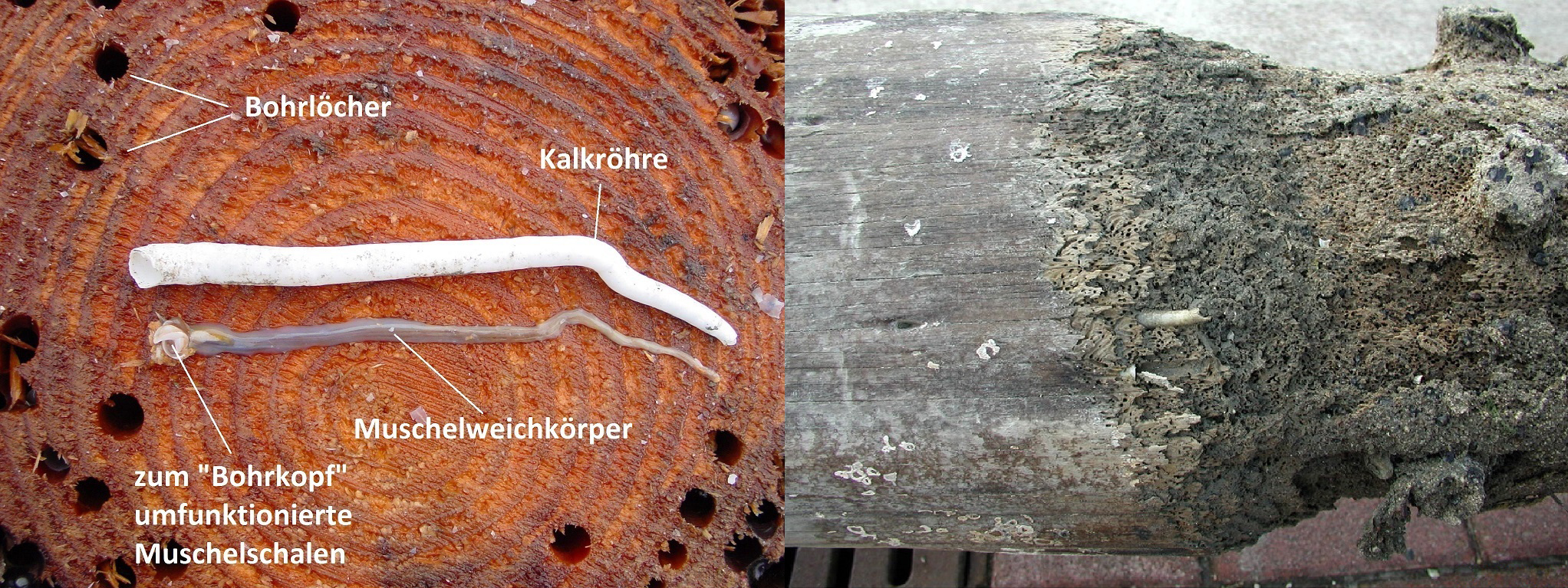
Schiffsbohrwurm auf einer Dalbe aus Lärchenholz, die sich vier Jahre lang im Hafen von Norderney befand